# デッドセクション

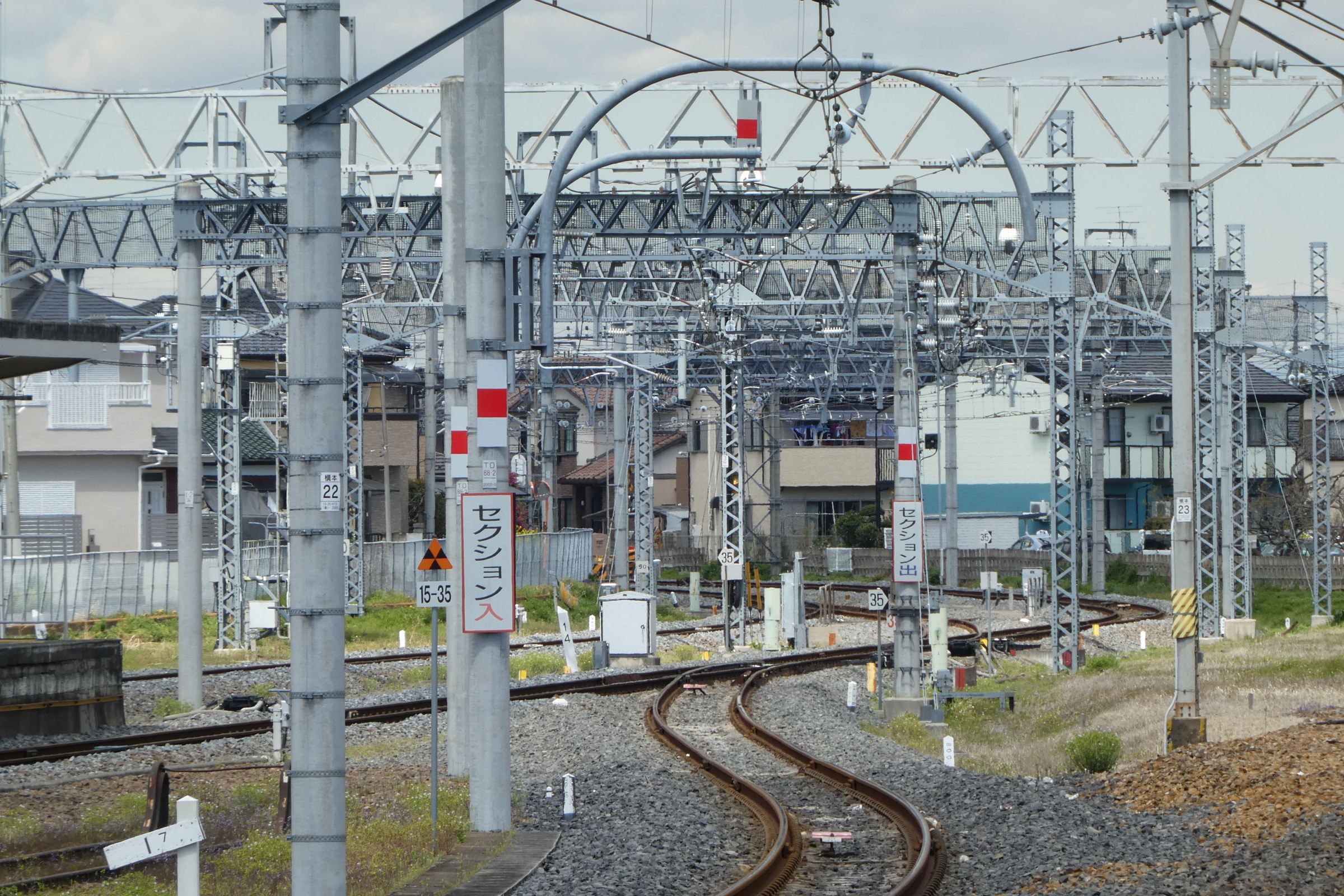
栗橋駅の他社連絡線デッドセクション

デッドセクション（dead section）、中立セクション（neutral section）は、電化された鉄道において、異なる電気方式や会社間の接続点に設けられる、あるいは架線に給電されていない区間・地点のことである。
死電区間（しでんくかん）、無電区間（むでんくかん）、死区間（しくかん, Dead Zone）ともいう。

## 設置の類型
デッドセクションが設置される類型としては、以下のものがある。
1. 直流電化区間と交流電化区間の境に設けられるもの。（電流区分セクション）
2. 同じ電化方式であっても、使用電圧の異なる区間の境に設けられるもの。（電圧区分セクション）
3. 同じ電化方式・電圧の交流電化方式の区間において、交流電流の位相が異なる区間の境に設けられるもの。具体的には変電所同士の送電区間の境目となる場合が多い。（異相区分セクション）なお、直流電化区間ではデッドセクションではなくエアセクションが設けられる。
4. 交流電化方式の区間において、使用する周波数の異なる区間の境に設けられるもの。（周波数区分セクション）
5. 電化方式も電圧も同一の場合で、相互乗り入れを行う場合に、会社間（日本国外では異国間）の電源分離を行うために設けられるもの　また、上下線や本線 - 車庫線で電気的に分離する場合において主に渡り線上に設けられるもの。（電源区分セクション）
6. 異なる電化方式・電圧を用いる路線同士が、平面交差する地点に設けられるもの。（平面区分セクション）

- 1.のような直流電化区間と交流電化区間の間に設けられるデッドセクションを交直セクション、3.・4.のような交流電化区間の間に設けられるデッドセクションを交交セクションともいう。

デッドセクションは、碍子やFRPなどで造られたインシュレータ（日本の在来線で長さ8 m 程度）をトロリ線に挿入する方式、主にヨーロッパの本線上で見られる2つのエアセクション間に無加圧区間を設ける「中セクション方式」のいずれかで絶縁を行うが、以下の注意が必要である。
- 列車が力行のまま通過するとパンタグラフがそれまでの送電区間を抜け出た瞬間に大きなアークが発生して危険であるため、その手前に「架線死区間標識」を設けておいて運転士はこれを視認し、惰行状態で通過させる必要がある。
- パンタグラフは発条力で上昇させる構造のため、無架線状態での上昇跳ね上がりによる破損の可能性から、無加圧区間は通電はしなくとも架線かそれに代わる物を張る必要がある。
- また、列車が走行する軌道のレールは、主電動機で使用された電力を変電所に戻す役割があるため、デッドセクション内では、レールに絶縁継目と呼ばれる、隙間を設置することでレールに絶縁区間を設けているが、これでは信号機の制御に使用されている軌道回路の電流をレールに流すことはできないので、インピーダンスボンドを絶縁区間の線路脇に設置して、軌道回路の電流だけを流す役割を持たせる場合がある。

上述類例3.の異相区分セクションは交流電化区間の随所に存在するが、前述した中セクション方式では高速下で運転士が架線死区間標識を見落としやすい上に、惰行運転が速度維持の妨げとなるためデッドセクションの数を増やすことができない。つまり、変電所の数を増やすことが困難であるため列車本数や編成長で制約を受ける欠点があるものの、TGVやKTXなどの高速鉄道はこの方式の下で運転されている。
これに対して日本国有鉄道は1964年（昭和39年）の東海道新幹線開業に際し、2つのエアセクション間に1 km 程度の中間セクションを設置して、それが真空開閉器を介して変電所や饋電区分所に接続されており、列車が中間セクション通過中に真空開閉器により電源を0.05 - 0.3秒程度の無電時間を介して、進行後方側から進行前方側の変電所に自動で切替える饋電（きでん）区分切替セクション方式を開発して、惰行することなく異相区分セクションを通過できるようにした。
- ただし、加速もしくは回生制動が作動中にセクションを通過すると無電時間の開始・終了時車両制御装置が一定時間停止後、フルパワーでリトライするために前後方向の衝動が発生する。これを避けるために切替セクションの位置を覚えておき、自主的に惰行状態で通過する運転士もいる。またN700系ではデジタルATCと連動させて、切替セクションに差し掛かる前に自動的にノッチオフ・ブレーキ解除、通過後にノッチオン・ブレーキ作動する機構を搭載する。

## 車上切替方式
| 夜間走行中の車内（左）デッドセクション通過中は非常灯のみ点灯（右）  |  | 夜間走行中の車内（左）デッドセクション通過中は非常灯のみ点灯（右） |
| 夜間走行中の車内（左） デッドセクション通過中は非常灯のみ点灯（右） |  |                                                                    |

電車・電気機関車がセクション通過直前でマスコンをノッチオフ操作により惰行の後に、運転士の手動操作またはATS地上子による自動転換により主回路遮断器の開放と交直転換器の切替えを行いデッドセクションを通過する。デッドセクション通過後に切替先の架線電源を検知すると主回路遮断器が自動的に閉路され、再び力行・制動が可能になる。たとえば直流から交流に転換する場合は、ノッチオフによる惰行 → 主回路遮断器の開放 → 無電圧状態で交直切替器の回路切り替え（直流回路: 開放、交流回路: 回路構成）→ セクション通過 → 交流検知 → 主回路遮断器の閉路 → 再び力行、となる。
- 「切替先の送電区間までに無給電区間を走りながら回路を切替えてから、全パンタグラフが切替先の送電区間に進入後に再び通電」という誤解が広くなされているが、これは誤りである[注 4]。

セクション通過時に設計年次が古い電車の場合では、一時的にヘッドライトは片側のみの点灯となり、室内の照明が消え空調が停止するとともに、蓄電池からの電源により非常灯のみが点灯する。これは回路を切り替える際に主電源が遮断器により停電し、電灯回路も同時に停電するためである。
- 一方で設計年次の新しい車両では、種別・行き先表示が消えるが、補助電源（数秒間許容）で車内灯が点灯する、あるいは照明を直流電源（数分間の停電を許容）としているため消灯しないが、消費電力の大きい空調装置などは停止する。機関車から暖房電源を供給している一部の客車は、空調が止まる例がある（国鉄50系客車（青函用））。
- 「水前寺有明」や国鉄24系客車の熊本駅停車中の連結作業中[注 5]やTRAIN SUITE 四季島の 気動車モード ⇔ 電車モード 相互の切替[注 6]も同様である。

また地上側でも車両側の切替忘れ防止の観点から、標識設置・ブリンカーライトの点滅や注意喚起看板の追設等による運転士への注意喚起のほか、車両に搭載されたATSやATCを使用し、運転士の手を介さずに交直切替操作を自動で行う自動切替装置の導入などの対策を行っている。
なお、気動車もしくはディーゼル機関車・蒸気機関車牽引の列車では架線から電気の供給を一切受けないため前述の動作は必要ない。

## 地上切替方式

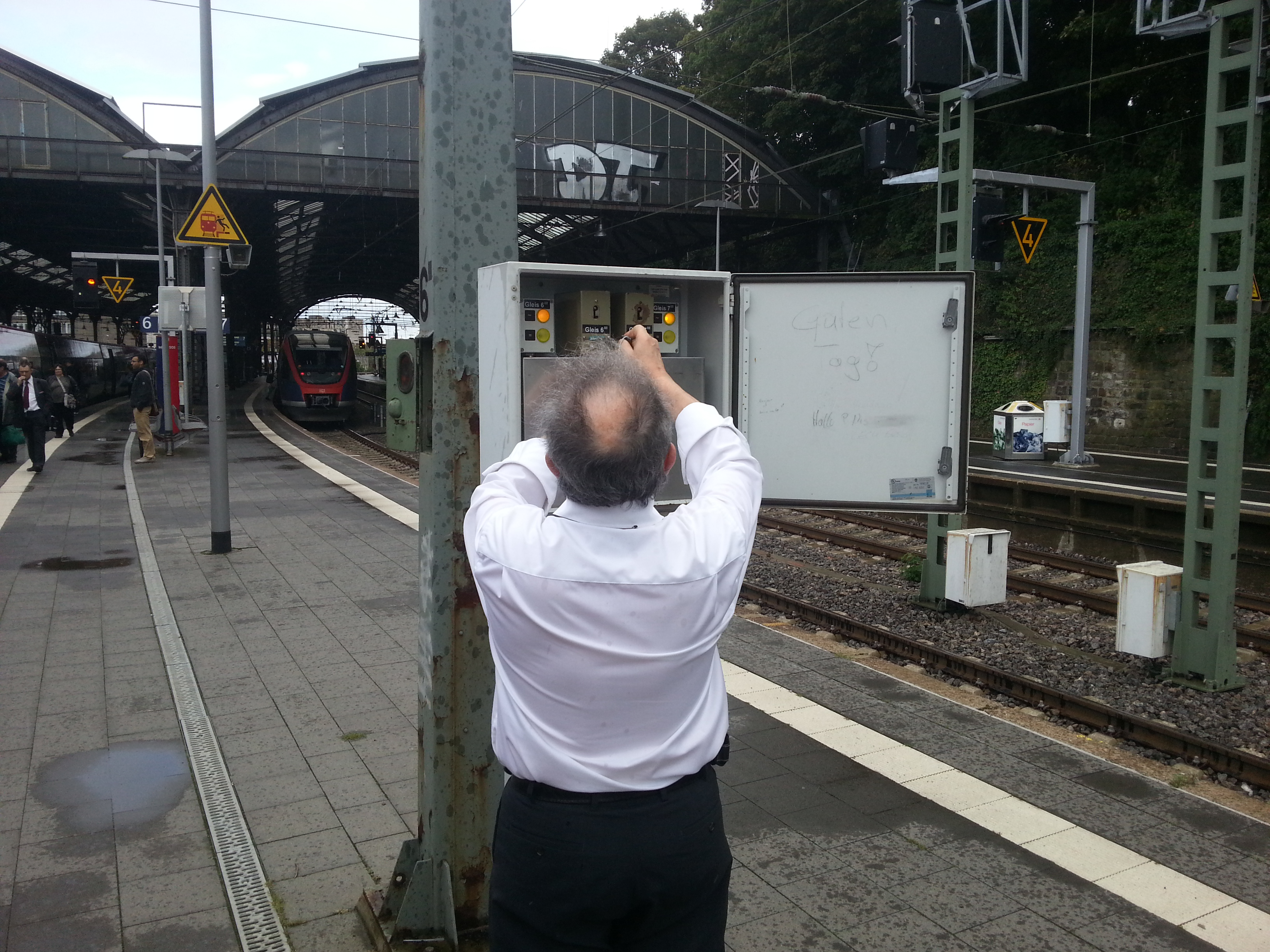
ドイツアーヘン中央駅。運転士が架線電圧を交流（ドイツ方式）から直流（ベルギー方式）に手動で切り替えている。

駅構内で架線に流す電流を切替える方式。電気機関車牽引の列車が少なく、電車が主流となった日本の鉄道では採用例が少なく、常用のものは以下の例のみであったが、2018年までにすべて廃止された。
- 仙山線作並駅：1957年9月 仙台 - 作並間交流電化開業にともない設置。1968年9月、仙山線作並 - 山形間の交流電源切替により廃止。
- 東北本線黒磯駅：1959年7月 黒磯 - 白河間交流電化開業にともない設置。2018年1月、デッドセクションを黒磯駅構内（北寄りの高久・仙台方）に移設し廃止された[3][4][5]。
- 奥羽本線福島 - 庭坂間：1960年3月 東北本線白河 - 福島間交流電化開業にともない設置。1968年9月、奥羽本線福島 - 米沢間の交流電源切替により廃止。

なお、2006年9月24日西日本旅客鉄道（JR西日本）北陸本線長浜 - 敦賀間・湖西線永原 - 近江塩津間の直流電源切替に伴い敦賀 - 南今庄間に交直デッドセクションが新設されたが、下り線のセクションは上り勾配上に設置されたため切替中に万一セクション手前で停止したような場合に備えて、以下の非常時のみ取扱の地上切替方式という形態での設備を設置した。
- デッドセクション手前の直流区間の架線電源を交流20kVへ切替える切替断路器
- その際に交交セクションとして機能するデッドセクションの中間部を交流加圧し無電区間の長さを短縮するための断路器

## 日本の設置箇所
日本の鉄道におけるデッドセクションの、主な設置例は次のとおりである。以下類型ごとに挙げる。

### 直流・交流接続
デッドセクションを挟んだ区間では、同じ路線でも使用可能な車両が異なり、ほとんどの場合は運転系統や本数など輸送そのものが分断されている。中には黒磯駅のように別路線のようになっているものもある。
特に交直流電車は高価なことに加えて単行運転ができないので、セクションを越える区間のローカル輸送は全線電化にもかかわらず、羽越本線などのように、近辺の非電化路線と共通運用の気動車を運行している路線もある。
また、仙石東北ラインのように線路は接続し直通列車も運行してはいるが、一定の距離を非電化にして架線自体は接続していないケースも存在し、この場合も気動車を使用する。

#### 直流1500 V・交流20 kV (50 Hz)

車内蛍光灯が消える水戸線の列車

方向幕灯とヘッドライト片方が消える七尾線の電車

- 常磐線 取手駅（直流） - 藤代駅（交流）間
- 水戸線 小山駅（直流） - 小田林駅（交流）間
- 東北本線 黒磯駅（直流） - 高久駅（交流）間[注 10]
- 羽越本線 村上駅（直流） - 間島駅（交流）間
- 首都圏新都市鉄道つくばエクスプレス 守谷駅（直流） - みらい平駅（交流）間

#### 直流1500 V・交流20 kV (60 Hz)
- えちごトキめき鉄道日本海ひすいライン 梶屋敷駅（直流） - えちご押上ひすい海岸駅（交流）間[6][7]
- 七尾線 中津幡駅（直流） - 津幡駅（交流）間
- ハピラインふくい線 敦賀駅（直流） - 南今庄駅（交流）間（下り線は北陸トンネル入り口の約200 m敦賀寄りに、上り線は下り線よりもさらに約500 m敦賀寄りにずらして設置）
  - 北陸本線長浜 - 敦賀間および湖西線永原 - 近江塩津間の直流化による。2006年8月下旬にデッドセクションの設備そのものは完成しており、同年9月24日の直流電源切替までの約1か月間は交交セクションとして機能していた。
- 山陽本線 門司駅構内（下り用2箇所、上り用1箇所）
  - 下り旅客列車の場合、3・4番線の下関側にあるシーサスクロッシングポイント手前のセクション (26m) を通過する。貨物列車の場合は一般に編成が長いため、北九州貨物ターミナル駅に向かうホームの無い中線の小倉寄りに設けられたセクションを通過する。これは、関門トンネルから出た直後の登坂中にセクション惰行を行うのを防ぐためである。一方、上り列車は、5・6番線下関側のシーサスクロッシングポイント先でセクションを通過する。

#### 直流1500 V・交流25 kV (60 Hz)
- 山陽本線 新下関駅（山陽新幹線 新下関保守基地）構内
  - 軌間可変電車の山陽新幹線乗り入れおよび交直切換試験用として設置された。ただし2016年7月現在、軌間可変装置が撤去されて標準軌側と狭軌側が分断された状態になっており実質的には使用停止状態にある。

### 異電圧接続
主に元々が別のシステムだった路線を接続するために使用される。

#### 直流1500 V・750 V
- 小田急箱根鉄道線（箱根登山電車） 箱根湯本駅構内
  - 小田原方で小田急電鉄の車両が直通するため。2006年以降、デッドセクションを通過する列車は回送列車のみである。

#### 交流25 kV・20 kV (50 Hz)
- 東北新幹線・奥羽本線 福島駅構内（山形新幹線直通列車用）
- 東北新幹線・田沢湖線 盛岡駅構内（秋田新幹線直通列車用）
- 北海道新幹線・海峡線 新中小国信号場構内（在来線用）※JR東日本とJR北海道の異社間セクションを兼ねる。線路はJR東日本、設備はJR北海道所有。
- 北海道新幹線・海峡線 木古内駅構内（在来線用）※道南いさりび鉄道線内であるが設備はJR北海道所有。また、道南いさりび鉄道の車両が到着するホームの線路は非電化。

#### 参考
- 伊予鉄道高浜線 松山市駅構内
  - 750 V・600 Vの接続点に長さのある死電区間を設けず、ダイオードを並列に接続することで、異電圧接続を解決している。

### 異周波数接続
日本においては、異周波数交流をデッドセクションで接続した例は存在しない。下記は、あくまでも参考として挙げたものである。上述の新幹線異相区分セクションと同様、切替セクションにより異周波数交流を接続しているため、接続点であるこれら3か所のき電区分所には無電区間は存在しない。一般的なデッドセクションとは構造の異なるものであるが、異方式電源の接続方法の類例として挙げる。
- 北陸新幹線 軽井沢駅 (50 Hz) - 佐久平駅 (60 Hz)間（新軽井沢き電区分所）
- 北陸新幹線 上越妙高駅 (60 Hz) - 糸魚川駅 (50 Hz)間（新高田き電区分所）※JR東日本と西日本の異社間セクションを兼ねる。設備はJR西日本。
- 北陸新幹線 糸魚川駅 (50 Hz) - 黒部宇奈月温泉駅 (60 Hz)間（新糸魚川き電区分所）

### 直流同電圧接続

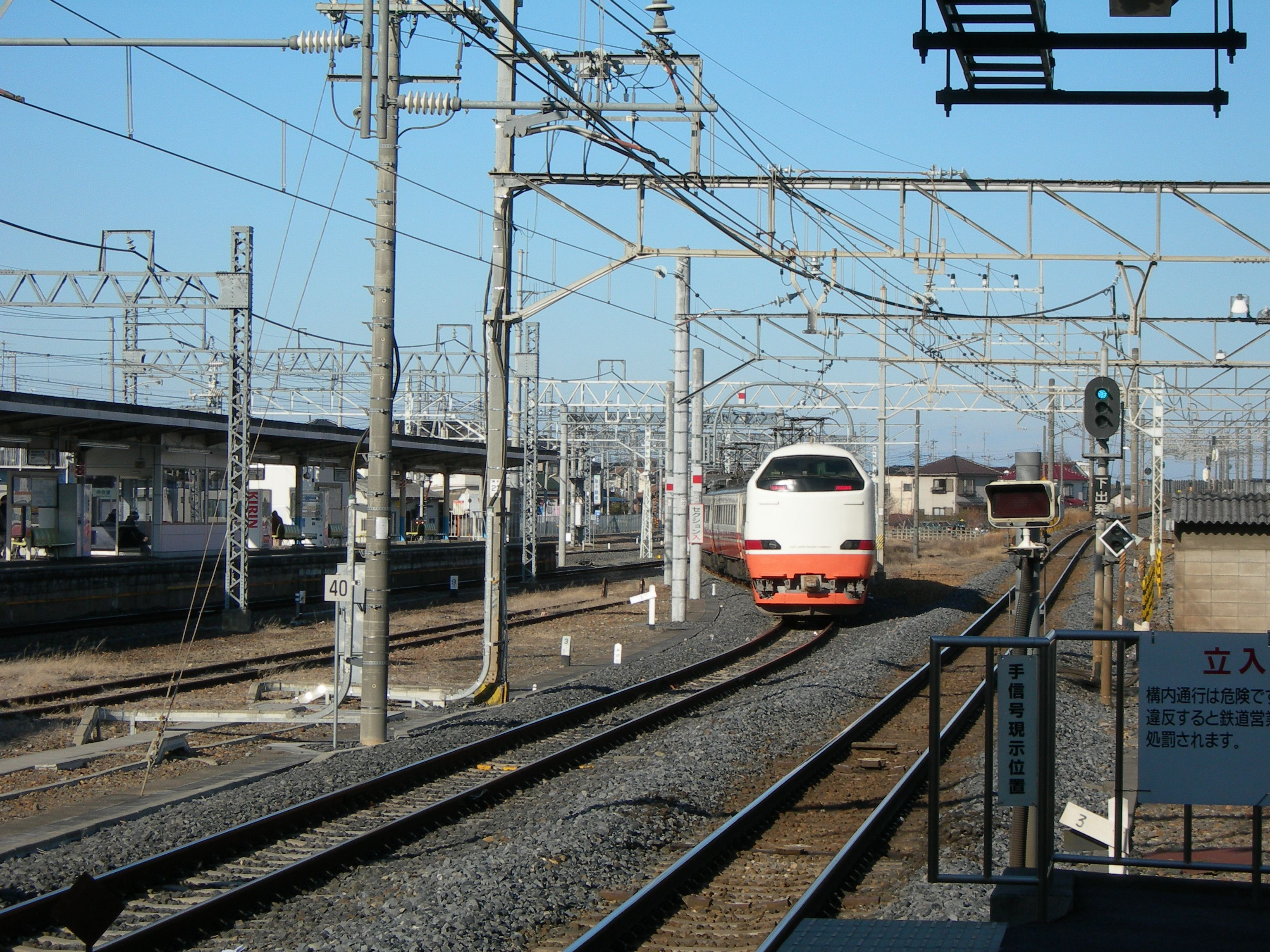
栗橋駅構内デッドセクション

- JR東日本宇都宮線（東北本線）・東武日光線 栗橋駅構内
  - 東日本旅客鉄道（JR東日本）・東武鉄道は2006年3月18日から、新宿駅と東武日光駅・鬼怒川温泉駅を結ぶ直通特急列車の運転を開始した。そのため、JR線と東武線が接続する栗橋駅の構内に連絡線が建設された。
  - 両線は共に直流1500 V電化であるが、変電所が両社で異なるため連絡線架線での電源混触防止の観点から数十メートルほどのセクションが設置された。ただし、セクション内の架線は断路器を介して東武側の饋電線に接続されており東武側電源で加圧することも可能である。
- JR東海御殿場線・小田急小田原線 松田駅構内
  - 特急「ふじさん」が使用する連絡線に長さ10 m程度のセクションが設置されている。ただし栗橋駅構内と同様に無電区間内の架線は断路器を介して小田急側の饋電線に接続されており小田急側電源で加圧することも可能である。
  - 同区間で営業運転を行う小田急60000形電車は仕様上セクション通過の際に室内灯が消灯する[注 11]。
- JR東日本高崎線・秩父鉄道秩父本線 熊谷駅構内
  - 高崎線下り本線と秩父鉄道の渡り線上に長さ数メートル程度のセクションが設置されているが、現在渡り線には車止めとして枕木がくくりつけられており使用されていない。また、架線死区間標識に交直セクション用の六角形のものが流用されている。
- JR東海東海道本線・伊豆箱根鉄道駿豆線 三島駅構内
  - JR線と伊豆箱根線の連絡線に設置。無電区間はスライダー無しの直流用セクションインシュレータ1つ分わずか数十センチメートルであり、上述各例と比較すると非常に短い。なお駿豆線昇圧前は1500 V/600 Vの異電圧接続のデッドセクションだった。
  - 通過する定期列車は特急「踊り子」で運用されるJR東日本E257系電車のみであるが、伊豆箱根鉄道の車両では大場工場に検査入場となる大雄山線用5000系電車ならびに甲種輸送となるため牽引機の伊豆箱根ED31形と年に1回異常時訓練列車として3000系電車がセクションを通過しJR1番線へ入線する。
- 阪神なんば線 桜川駅構内
  - 近鉄難波線用電留線と本線との分岐器付近に長さ数m程度のセクションが設置されている。架線死区間標識には非電化区間開始標識と同じものを使用している。
- 西武秩父線 西武秩父駅構内
  - 秩父鉄道線と西武秩父線の連絡線上に設置されている。
- 富士山麓電気鉄道富士急行線・JR東日本中央本線 大月駅構内
  - 富士急行線と中央本線の連絡線上に数メートル程度のセクションが設置されている。

### 交流同周波数同電圧接続
交流電化区間における異相区分セクションは設置例が多数となるので、ここでは異社間（旧北陸本線は会社境界と一致しない）も含め割愛する。

### 過去の設置例

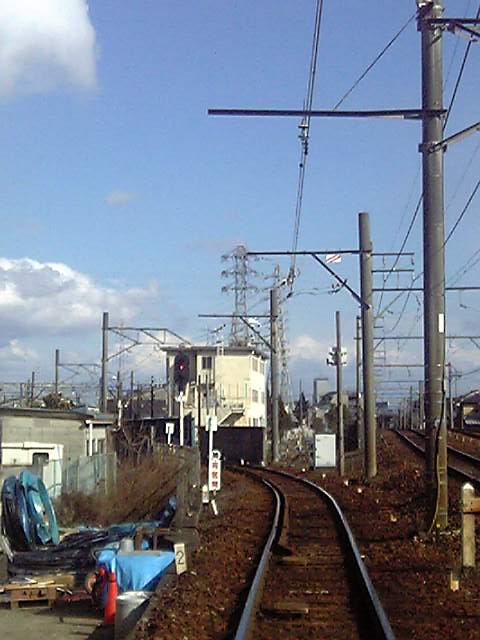
名鉄田神線 田神 - 市ノ坪間
デッドセクション

- 近鉄大阪線 布施駅構内（直流1500 V - 直流600 V 1956年12月8日廃止）
  - 上本町（現・大阪上本町） - 布施間の複々線化にともない廃止。これ以前の複線時代は同駅間には近鉄奈良線に合わせて直流600 Vが送電されていた。
- 信越本線 横川駅構内（直流600 V - 直流1500 V 1963年9月30日廃止）
  - 高崎 - 横川間直流1500 V電化により1962年7月15日に設置。横川 - 軽井沢間粘着運転用新線開業により廃止。
- 山陽電気鉄道本線長田駅 神戸市電上沢線長田電停（直流1500 V - 直流600 V 1968年4月7日廃止）
  - 異電圧路線同士の平面交差によるセクション。神戸高速鉄道東西線開業に伴う山陽電気鉄道の部分廃止より廃止。
- 仙山線作並駅構内（直流1500 V - 交流50 Hz・20 kV 1968年9月8日廃止）
  - 作並 - 山形間交流電源切替のため廃止。
- 奥羽本線福島 - 庭坂間（直流1500 V - 交流50 Hz・20 kV 1968年9月8日廃止）
  - 福島 - 米沢間交流電源切替のため廃止。
- 近鉄大阪線・橿原線 大和八木駅構内（直流1500 V - 直流600 V 1969年9月21日廃止）
  - 橿原線昇圧にともない廃止。
- 阪急京都本線 十三駅 - 南方駅間（直流600 V - 直流1500 V 1969年8月24日廃止）
  - 宝塚本線・神戸本線昇圧に伴い廃止。
- 名鉄築港線東名古屋港駅・名古屋市電大江線東橋電停 - 大江町電停間（直流1500 V - 直流600 V 1974年2月16日廃止）
  - 異電圧路線同士の平面交差によるセクション。市電大江線廃止にともない廃止。
- 西鉄大牟田線薬院駅・福岡市内線城東橋電停（直流1500 V - 直流600 V 1975年11月2日廃止）
  - 異電圧路線同士の平面交差によるセクション。西鉄福岡市内線廃止にともない廃止。
- 北陸本線坂田駅 - 田村駅間（直流1500 V - 交流60 Hz・20 kV 1991年9月1日廃止）
  - 米原 - 長浜間直流電源切替のため廃止。
- 小浜線・北陸本線 敦賀駅構内（直流1500 V - 交流60 Hz・20 kV 2006年9月24日廃止）
  - 2003年3月15日の小浜線電化開業により北陸本線との直通運転用として暫定設置。北陸本線長浜 - 敦賀間直流電源切替にともない廃止。
- 湖西線 永原駅 - 近江塩津駅間（直流1500 V - 交流60 Hz・20 kV 2006年9月24日廃止）
  - 永原 - 近江塩津間直流電源切替のため廃止。
- 北陸本線 長浜駅 - 虎姫駅間（直流1500 V - 交流60 Hz・20 kV 2006年9月24日廃止）
  - 長浜 - 敦賀駅直流電源切替のため廃止。
- 名鉄田神線 田神駅 - 市ノ坪駅間（直流1500 V - 直流600 V 2005年4月1日廃止）
  - 他にも1960年代の本線系旧西部支線区各線や西尾線の昇圧前には多数存在。
- 富山港線・北陸本線 富山駅構内（直流1500 V - 交流60 Hz・20 kV 2006年3月1日廃止）
  - 富山 - 富山口駅 - 奥田中学校前駅踏切間LRT化により廃止。
- 富山地方鉄道本線・北陸本線 富山駅構内（直流1500 V - 交流60 Hz・20 kV 2010年4月18日廃止）
  - 北陸新幹線建設および北陸本線・高山本線高架化工事に伴う富山駅仮ホーム移転による富山地方鉄道への渡り線分断のため廃止。
- 九州新幹線・鹿児島本線 新八代駅構内（交流25 kV - 20 kV (60 Hz) 軌間可変電車試験用 2011年） 
  - 九州新幹線全線開通により同年中に廃止。2014年5月からの軌間可変電車直通試験再開に伴い再設置予定[8]。
- 東北本線（「須賀線」）・王子電気軌道王子四丁目交差点（→都電27系統）（直流1500 V - 直流600 V 1971年3月1日廃止）
  - 異電圧路線同士の平面交差によるセクション。須賀線の廃止に伴い廃止。

## 日本国外での設置箇所
詳細は各国言語版（外国語版）参照。

### アメリカ
- メトロノース鉄道ニューヘイブン線
  - マウント・ヴァーノン・イースト駅 - ペラム駅
    - マウント・ヴァーノン・イースト駅側は交流パンタグラフ集電、ペラム駅側は直流第三軌条のため、このデッドセクションを通過する列車はパンタグラフを走行中に上げ下げする。

### スイス
- レーティッシュ鉄道

直流1000V電化のベルニナ線と交流（11 kV 16.7 Hz）電化の本線系統が接続する両駅には、交直流を地上切替可能な番線がある。ただし2種の電化方式をまたいで走行する列車はごく限られている。
- サンモリッツ駅 - 6番線
- ポントレジーナ駅 - 3番線

### 韓国
韓国において、デッドセクションは絶縁区間（절연구간）と呼ばれる。
いずれも直流1500V⇔交流25kV・60Hzである。
- 首都圏電鉄1号線（ソウル交通公社1号線・京釜線）: ソウル駅（地下） - 南営
- 首都圏電鉄1号線（ソウル交通公社1号線・京元線）: 清凉里（地下） - 回基
- 首都圏電鉄4号線（ソウル交通公社4号線・果川線）: 南泰嶺 - ソンバウィ
- 仁川国際空港鉄道・ソウル市メトロ9号線: 金浦空港駅構内（連絡線上。現在では営業列車の通過はない）

この他にも交流電化区間における異相区分セクションが多数存在する。なお、北朝鮮へ接続する線路はいずれも非電化のため、異国間セクションは存在しない。
かつては特殊なケースとして、首都圏電鉄京義・中央線（交流電化）の龍山 - 二村間にて、途中の漢江大橋直下を通過する区間の車両限界が小さい関係でデッドセクションが設けられていたが、2017年6月にセクションの移転により解消された。

### 香港
交流電化の内
- 香港MTR東鉄線
  - 会展駅以北（海底トンネル付近）
  - 紅磡駅以北（何文田付近愛民邨）
  - 大囲駅以南
  - 大学駅以北、馬料水香港科学園の近く
  - 粉嶺駅以南（九龍坑の近く）

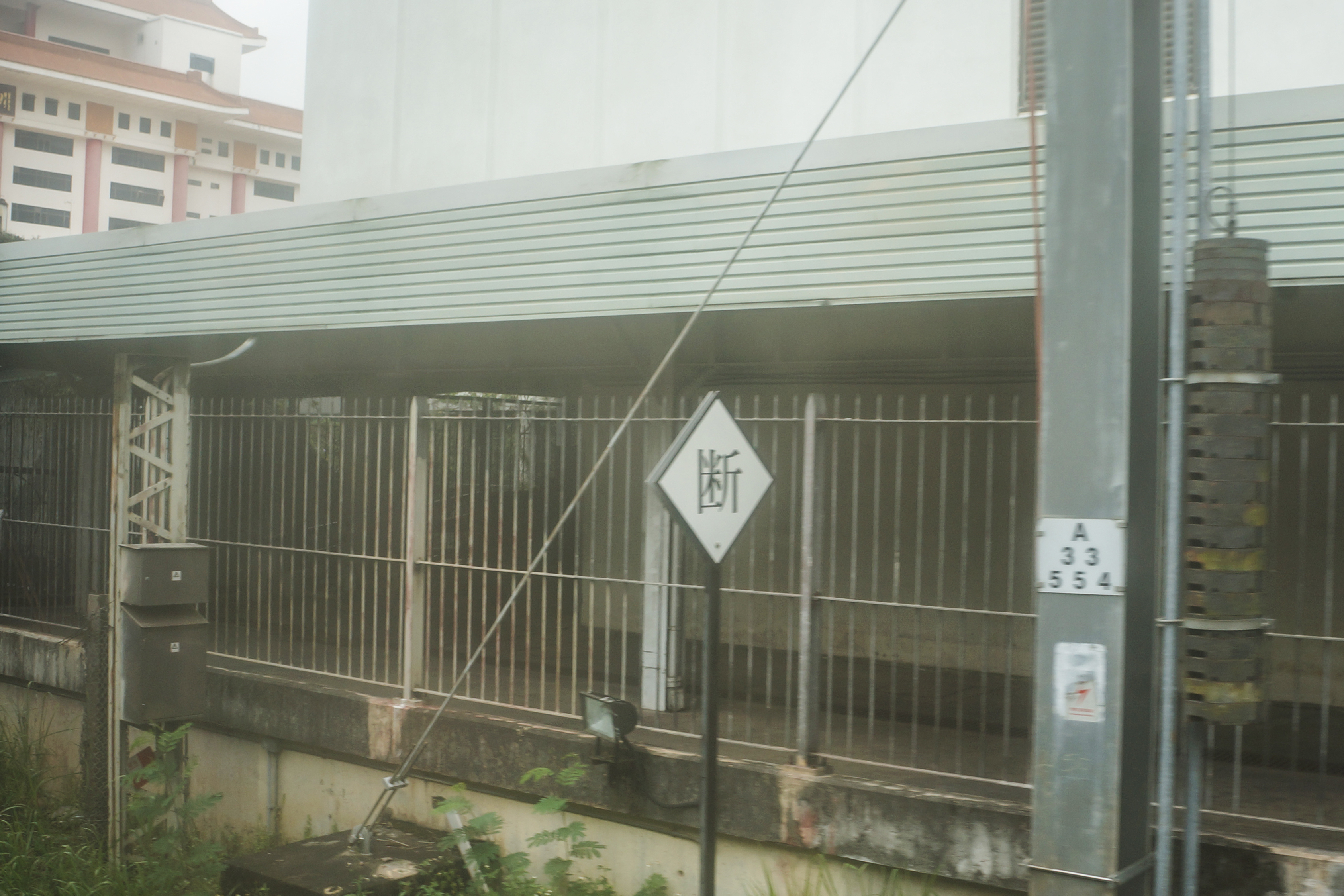
羅湖駅以北、深圳駅付近（日本からは一番近い、異国間セクション）

  - 羅湖駅以北（中国本土との境界=異国間セクション）
- 香港MTR屯馬線
  - 天水囲駅以西（朗天路付近）
  - 錦上路駅以南（河背、西鉄線大欖トンネル錦田入口付近）
  - 荃湾西駅以南（西鉄線葵芳トンネル）
  - 第一城駅以南
  - 大囲駅以南

香港トラムや香港軽鉄、前地鉄の各線は直流電化となっているため、デッドセクションはない。
中華人民共和国の高速鉄道は香港西九龍駅構内（乗降エリア）まで中国（香港内は（中国の深圳から）地上に出ない）駅の内に「中国⇔香港」の国境がある、電力は「香港から通関（輸入）」するか、本土から「延長饋電」あるいは「地下トンネル内に送電網」に引き込む方式のどちらであるかは不明（国境は、撮影や調査等の行動に制限されている区域なので）。

## デッドセクションに関連したトラブル
- 1986年11月 国鉄山陽本線（関門間）
  - 1986年11月改正で設定されたばかりの下関行き「にちりん」号が、小倉駅で直流電源への切替が出来ないことが判明してそのまま運転を打切るというトラブルが発生した。原因は同列車の先頭車として使用されたクハ481形500番台車両に交直切替スイッチが設置されていなかったためであった。同車は1984年2月のダイヤ改正時に、直流用電車である181系の先頭車クハ181-109およびクハ180-5を交流直流両用の485系に改造編入したものであるが、改造時点では九州島内配置の485系に本州乗り入れ運用が無かったため交直切替スイッチの設置を省略されており、何らかの手違いで同車の充当が不可能な運用に入ったため。その後程なく同車に交直切替スイッチの設置改造が行われている。
- 1995年6月8日 JR東日本常磐線
  - 上り貨物列車の機関士が取手 - 藤代間で線路上を歩く人を発見して非常停車したが、停車位置がデッドセクション内であったため発車できず立ち往生した。
- 2004年2月6日 JR西日本北陸本線
  - 糸魚川 - 梶屋敷間を走行中の札幌発大阪行き上り寝台特急「トワイライトエクスプレス」の運転士が踏切に進入する車に気付いて急停車したが、EF81形電気機関車の停車位置がデッドセクション内であったため救援のディーゼル機関車が来るまで約1時間立ち往生した。
- 2007年1月11日 JR東日本水戸線
  - 小田林 - 小山間を走行中の友部発小山行電車の運転士が異常音を感じたことから急停車させたが、約45mのデッドセクション内に停車したため立ち往生した。後続の普通列車によって救援された。
- 2010年1月14日 JR東日本常磐線
  - 試運転中のEF510-501が取手 - 藤代間のデッドセクション通過中に故障し立ち往生。後続の貨物列車に救援された。
- 2014年2月4日 JR西日本七尾線
  - 金沢発七尾行き普通電車が車両故障のために停車したが、デッドセクション内に停車したため自力走行できず暖房も効かない気温0°Cの中で2時間30分立ち往生した。
- 2017年6月2日 JR東日本東北本線
  - 黒磯駅5番線で当駅発福島行E721系電車の床下機器から発煙が生じる事故が発生した。原因は駅係員が6番線の貨物列車と誤り5番線の交流普通列車の架線に直流を流し機器がショートしたため。
- 2024年9月17日 JR東日本水戸線
  - 小山 - 小田林間を走行中の小山発下館行電車の運転士が前方の踏切の緊急停止信号を確認したため、電車を停止させたが、停車場所がデッドセクション内であったため停電で自力走行出来ず、乗客約110人が約1時間10分、車内に閉じ込められた。乗客は代替バスに乗り換え、水戸線の運転再開は停車から約3時間40分後になった。
- 2025年1月25日 JR西日本七尾線
  - 津幡 - 中津幡間を走行中、運転士が手動での交直切り替えが遅れたため火災が発生。

## デッドセクションに関連する作品
- 西村京太郎 『特急しらさぎ殺人事件』 - デッドセクションを走行中、車内が真っ暗になっている間に殺人が起きる。小説版では『L特急踊り子号殺人事件』に収録。秋田書店から発売されたコンビニコミック『十津川警部の事件簿』にも収録されている。
- 皆川亮二の漫画『D-LIVE!!』- テロリストに乗っ取られた「スーパーひたち」をデッドセクション内でパンタグラフを離す事で止める。
- 矢野顕子の曲「Night Train Home」（『ホントのきもち』収録）- 黒磯駅におけるデッドセクションが歌詞に登場する。
- 日本エレキテル連合の単独公演「死電区間」（DVD、販売元：アニプレックス） - 本公演がきっかけで、2015年夏季には鉄道博物館の企画展「みんなのでんしゃ展～今度の電車はてっぱく行きです～」の“1日盛り上げ係”に任命された[9]。
- 電車でGO! プロフェッショナル2（電車運転シミュレーションゲーム） - 湖西線の永原〜近江塩津のデッドセクション内を惰性走行で通過すると運転評価に加点される。停車や力行したまま通過すると非常ブレーキ作動により強制的に停車し減点される。（デッドセクション通過設定で自動切替の場合は力行したまま通過しても減点や強制停車は起こらない。）